# 海員閣
海員閣（かいいんかく）は、神奈川県横浜市中区山下町の横浜中華街の香港路にある広東料理の中華料理店。創業は、公式サイトでは1936年とされているが、しばしば1928年とする言及がある。中華街の中でも最も古い部類の店のひとつとされる。
週末のみならず、平日でも行列ができる店とされており、「中華街屈指の行列店」とも評される。小津安二郎の日記の中にも海員閣で食事をしたとする記述があり、『小津安二郎の食卓』を著した貴田庄も足を運んでいる。
定番メニューとして長く継承されているものに、焼売、豚バラ/牛バラの煮込み、車海老の殻煮などがある。
創業以来、コークスを燃料とするコークス窯を使用していたが、メインテナンスが困難になったこともあり、2017年6月末の閉店時に止めた。
その後、代替わりを経て、2018年5月29日から「試運転営業」として、昼のみ、1階席のみの営業が再開された。再開店以降はガスを熱源としている。